# Lymantria kettlewelli
Lymantria kettlewelli är en fjärilsart som beskrevs av Collenette 1953. Lymantria kettlewelli ingår i släktet Lymantria och familjen tofsspinnare. Inga underarter finns listade i Catalogue of Life.